# Fazenda Recreio
Fazenda Recreio, em terras da Sesmaria de Alexandre Barbosa de Almeida, em Campinas, foi fundada no ano de 1852. A séde foi construída por seu proprietário Joaquim Paulino Barbosa Aranha.
Tinha, em 1885, 150 mil pés de café em terra vermelha com máquinas de beneficiar e terreiro de terra. Sua casa-séde foi restaurada e teve decoração com pinturas murais pelos artistas e pintores Hilarião A. da Cunha e José Pedro de Góis.
Seu proprietário foi sucedido, mais tarde, por seu genro, José Francisco de Sousa Aranha, filho de Joaquim Policarpo Aranha, barão de Itapura, tendo no ano de 1900, produção de 6 mil arrobas de café.
Teodoro de Sousa Campos adquiriu a fazenda em 1910. Mais tarde passou à propriedade de Ana Liesel Muench Schoneboom tendo sido destinada à pecuária.